# Sonate en ut dièse de Decruck
La Sonate en ut dièse mineur est une œuvre de Fernande Decruck composée en 1943.

## Historique
Le titre complet tel que publié par Costallat est Sonate en ut dièze : pour saxophone alto mi-b ou alto à corde avec accompagnement de piano ou orchestre. L'œuvre est dédiée à Marcel Mule.

## Structure
La sonate est en quatre mouvements :
1. Très modéré, expressif
2. Noël
3. Fileuse
4. Nocturne et Rondel

## Redécouverte
L'œuvre de Fernande Decruck est redécouverte est jouée au xxie siècle, comme le 12 février 2012, où la sonate est jouée par Patrick Stadler accompagné de Florian van Radowitz au piano.

## Discographie
- Fernande Decruck (1896-1954) : Sonate en ut dièse pour saxophone (ou alto) et orchestre. Poème héroïque pour trompette solo en ut, cor solo en fa et orchestre. Concerto pour harpe et orchestre. Carrie Koffman, saxophone ; Amy McCabe, trompette ; Leelanee Sterrett, cor ; Chen-Yu Huang, harpe ; Jackson Symphony Orchestra, direction Matthew Aubin. 2022. Claves 50-3046.
- Claude Delangle (saxophoniste) et Odile Delangle (pianiste), À la française, BIS Records.